# Дело Малкина

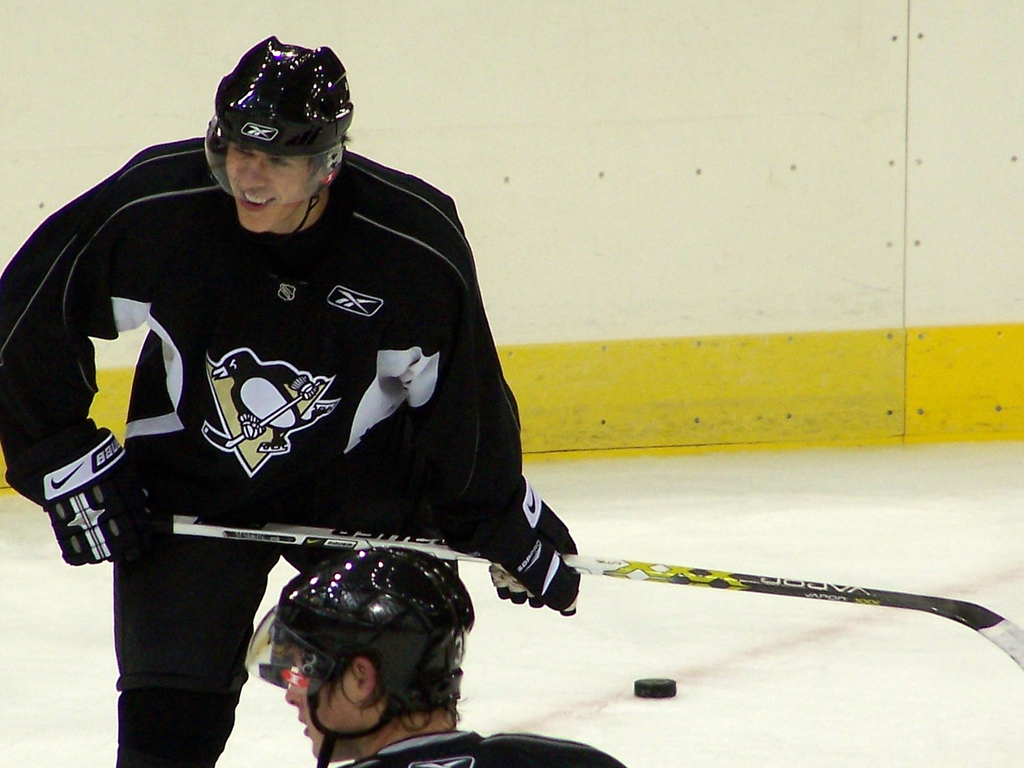
Евгений Малкин на тренировке в составе «Питтсбург Пингвинз», 2006

Де́ло Ма́лкина — скандал, произошедший в 2006 году, с участием звезды российского хоккея Евгения Малкина, в результате которого игрок неожиданно исчез из расположения магнитогорского «Металлурга» во время поездки на традиционный межсезонный турнир Кубок Тампере и уехал в американский клуб НХЛ «Питтсбург Пингвинз».

## Хронология
7 августа — Руководство «Металлурга» в ночь с воскресенья на понедельник подписало с Малкиным договор на один год, несмотря на желание того уехать за океан. Президенту клуба Виктору Рашникову удалось уговорить хоккеиста и его агента провести ещё год в российской суперлиге. Предыдущий контракт Малкина (до 30 апреля 2008 года) был аннулирован, а по условиям нового соглашения нападающий должен был стать свободным агентом 1 мая 2007 года.
8 августа — Агент Малкина Джей Пи Бэрри заявил, что, несмотря на подписанный накануне договор, всё равно постарается увезти хоккеиста за океан. «Евгений хочет играть в НХЛ, — сказал Бэрри. — Мы ещё обсудим с ним его будущее и примем наилучшее для его карьеры решение».
13 августа — Евгений Малкин покинул тренировочный сбор «Магнитки» с вещами и заграничным паспортом, в котором была проставлена американская виза с открытой датой. Это произошло в Финляндии, куда клуб прибыл на предсезонный сбор.
14 августа — Геннадий Величкин заявил, что «Металлург» по делу Малкина будет подавать в суд. «Думаю, что этим вопросом занимался кто-то с американской стороны. Просто они „тёрли“ парню уши», сказал Величкин.
17 августа — Евгений Малкин прислал в «Металлург» заявление об увольнении, однако генеральный директор «Металлурга» Геннадий Величкин назвал заявление об увольнении, присланное от имени хоккеиста, «грубой подделкой».
18 августа — В Лос-Анджелесе вместе со своими американскими агентами Пэтом Бриссоном и Джеем Пи Бэрри нашёлся Евгений Малкин. Российский форвард успел уже провести первую тренировку с игроками местного клуба «Кингз».
21 августа — В интервью «Спорт-Экспрессу» Малкин признался, что при подписании контракта на него сильно давили. «Я им без конца объяснял, что хочу уехать в НХЛ, что мне как игроку необходимо расти, что я обещал „Питтсбургу“… Но меня никто не хотел слушать. Они наседали со своими аргументами», — сказал Евгений.
5 сентября — Евгений Малкин заключил контракт с Питтсбург Пингвинз. Подробности договора не разглашались, но базовая зарплата Малкина в соответствии с коллективным соглашением НХЛ и профсоюзом игроков не может составить более $984,2 тысяч (с учетом всех бонусов это число может увеличиться в три раза).
15 сентября — Арбитраж Федерации хоккея России запретил Евгению Малкину играть за российские и иностранные клубы до урегулирования контрактных взаимоотношений с «Металлургом». Малкин сможет обжаловать решение ФХР в суде высшей инстанции — в Спортивном арбитражном суде.
18 сентября — Главный юрист НХЛ Билл Дэйли в интервью канадским СМИ выразил серьёзные сомнения относительно юридической силы и обязательности исполнения решений частной арбитражной группы в России.
16 ноября — Федеральный суд штата Нью-Йорк отказал в удовлетворении иска магнитогорского «Металлурга», требовавшего запретить Евгению Малкину выступать за «Питтсбург».